# Lorena Cornielles Ruiz
Lorena Carolina Cornielles Ruiz (c. 1988) es una jueza venezolana. Lorena presidió el juicio de seis exdirectivos estadounidenses de Citgo, también conocidos como los Seis de Citgo, sentenciándolos a entre casi 9 y 13 años de prisión en 2020, razón por la cual fue sancionada por el Departamento de Tesoro de los Estados Unidos, el cual declaró que los cargos estaban políticamente motivados.

## Carrera
Para 2020, su perfil de LinkedIn establecía que entre 2011 y 2014 había trabajado como asistente suplente en el Palacio de Justicia de Caracas. Lorena ha sido jueza de la dirección ejecutiva del Tribunal Supremo de Justicia.
La jueza presidió el juicio de seis exdirectivos estadounidenses de Citgo (filial de la empresa estatal Petróleos de Venezuela), también conocidos como los Seis de Citgo, sentenciándolos a entre casi 9 y 13 años de prisión por cargos relacionados con corrupción el 26 de noviembre de 2020. El 30 de diciembre el Departamento de Tesoro de los Estados Unidos sancionó a Lorena, indicando que los cargos contra los directivos estaban políticamente motivados, junto con el fiscal principal del caso. Ramón Antonio Torres Espinoza. Las sanciones establecen que las propiedades de la jueza en Estados Unidos en posesión o control de estadounidenses serán bloqueadas y deberán ser reportadas a la Oficina de Control de Activos Extranjeros (OFAC).

## Vida personal
De acuerdo con información publicada en dateas.com para 2020, reside en la parroquia Coche, en el Municipio Libertador de Caracas.